# Arena Federighi
L'Arena Federighi è stata uno dei principali teatri di Pisa.

## Storia
Situata nel quartiere settentrionale di Porta a Lucca, nei pressi della chiesa di Santo Stefano extra moenia, inizialmente anfiteatro murato ed alberato per corse dei cavalli, l'Arena venne costruita nel 1807 da Sabatino Federighi, con l'autorizzazione dalla Regina d'Etruria Maria Luisa, dopo aver acquistato il terreno dal Duca D'Altemps.
Nel 1815 venne dotata di un palco per rappresentazioni teatrali, in una struttura composta in parte da muratura e legname.
Morto nel 1831 il Federighi, suo figlio Giuseppe ideò il progetto di costruzione di un vero teatro diurno in muratura.
Nel 1836 Alessandro Gherardesca propone i termini programmatici per il futuro Teatro Diurno, illustrati in alcune tavole.
Il Teatro Diurno venne costruito tra il 1841 e il 1842 dai nipoti di Sabatino, Federigo, Emilio e Aniceto Federighi che ne diedero mandato ad Alessandro Gherardesca. Il teatro, con palcoscenico, 8 palchi, galleria e loggione, venne utilizzato per rappresentare opere di tutti i generi e venne intitolato ufficialmente Arena Federighi.
Nel 1882, alla morte di Giuseppe Garibaldi, prese il nome di Arena Garibaldi.
Nell'estate del 1896 venne rappresentato l'ultimo spettacolo teatrale all'Arena Garibaldi, successivamente utilizzata per spettacoli pirotecnici, concerti, gare di tiro a volo e varie manifestazioni.  Dopo il 1913, l'Arena rimase inutilizzata fino al 1919, anno in cui venne acquistata dai dirigenti del Pisa Sporting Club che ne realizzò uno Stadio, nello stesso anno, mantenendo la denominazione di Arena Garibaldi.